# بي 77 (قنبلة نووية)
القنبلة النووية بي 77 هي قنبلة نووية صممت في عام 1974 لتتناسب مع قدرات بي-1 لانسر. وشمل ذلك القدرة على إسقاطها من السرعات الأسرع من الصوت على ارتفاعات تصل إلى 60000 قدم أو في طيران منخفض بسرعات عالية دون سرعة الصوت على ارتفاعات منخفضة تصل إلى 100 قدم. تم إلغاء البرنامج في ديسمبر 1977 بسبب ارتفاع التكاليف وإلغاء المفجر الذي تم تصميمه للخدمة حيث تم دمج العديد من مكونات بي 77.